# Андерсон, Кертис
Ке́ртис Ре́йнфорд А́ндерсон (англ. Curtis Rainford Anderson; родился 27 сентября 2000, Барроу-ин-Фернесс) — английский футболист, вратарь клуба «Ланкастер Сити».

## Клубная карьера
Воспитанник академий футбольных клубов «Блэкпул» и «Манчестер Сити».
С марта по август 2019 года выступал за североамериканский клуб «Шарлотт Индепенденс». 29 августа 2019 года «Шарлотт Индепенденс» расторг с Андерсоном контракт «по взаимному согласию».

## Карьера в сборной
4 декабря 2015 года дебютировал в составе национальной сборной Англии до 16 лет в матче против сверстников из Бразилии.
С 2016 года выступает в составе сборной Англии до 17 лет. В 2017 году в составе сборной принял участие в чемпионате Европы (дошёл до финала) и чемпионате мира. 17 октября 2017 года забил решающий гол в серии послематчевых пенальти против сборной Японии.

## Достижения
Англия (до 17)
- Победитель чемпионата мира (до 17 лет): 2017